# Кардозо, Режис
Жуа́н Ре́жис ди Соза Кардо́зо (порт. João Régis de Souza Cardoso; 24 июня 1934, Порту-Алегри — 3 апреля 2005, Рио-де-Жанейро) — бразильский актёр и режиссёр.

## Биография
Родился в актёрской семье, с 12 лет участвовал в театральных постановках. С 1950-х годах работал на радио и телевидении. В 1967 году заключил конктракт с компанией «Глобу», был режиссёром многих популярных бразильских телесериалов. В 1992—1995 годах жил и работал в Португалии, где также участвовал в создании телесериалов. С октября 1995 года по сентябрь 1996 года в Бразилии успешно транслировался телесериал «Большая Засада» по одноимённому роману Жоржи Амаду, одним из режиссёров которого был Режис Кардозу.

## Личная жизнь
В 1961 году женился на Сузане Виейре, а в 1964 году у пары родился сын — Родригу. В 1972 году  брак распался.